# Elisabeth-I.-Statue

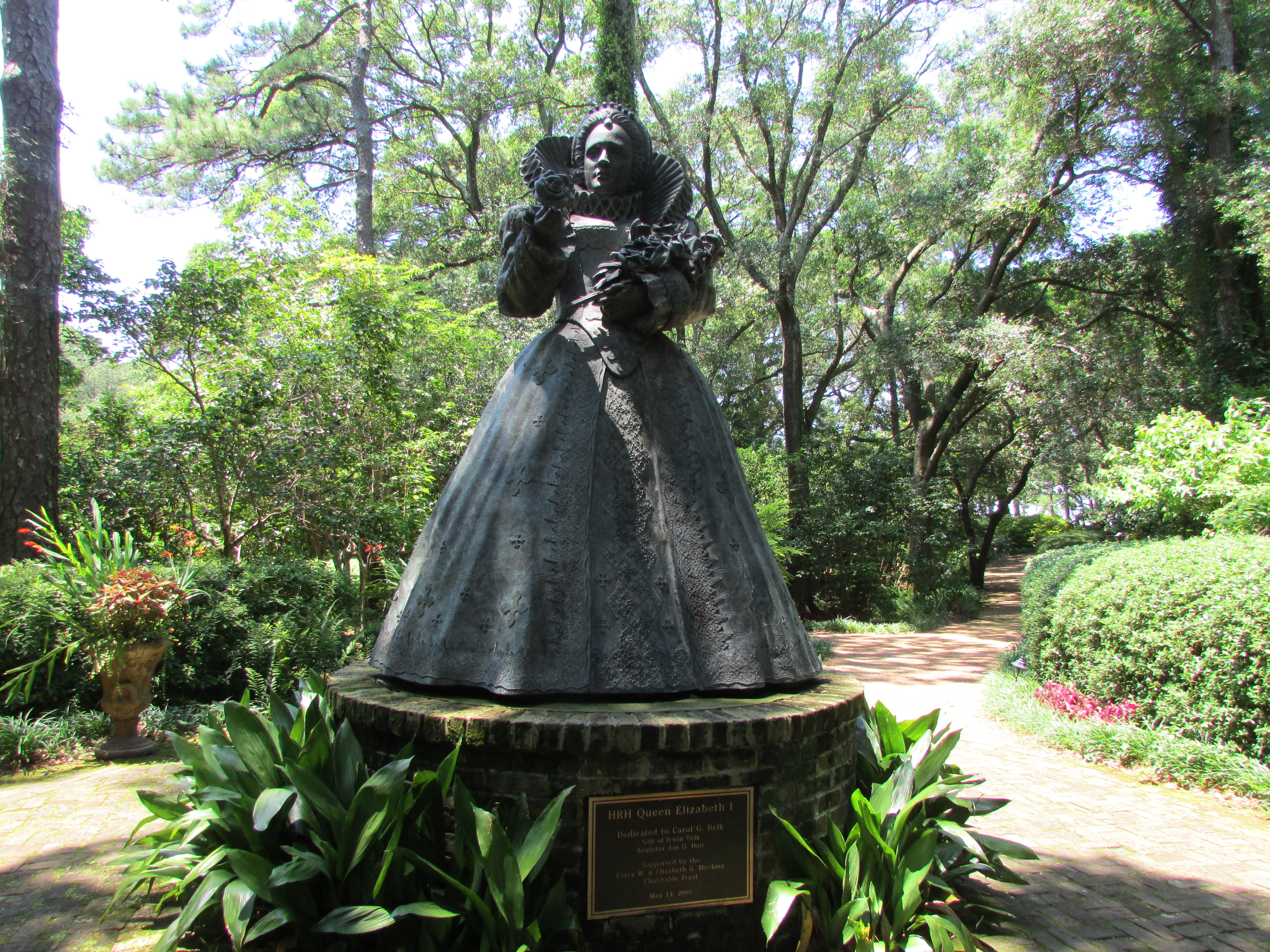
Elisabeth-I.-Statue

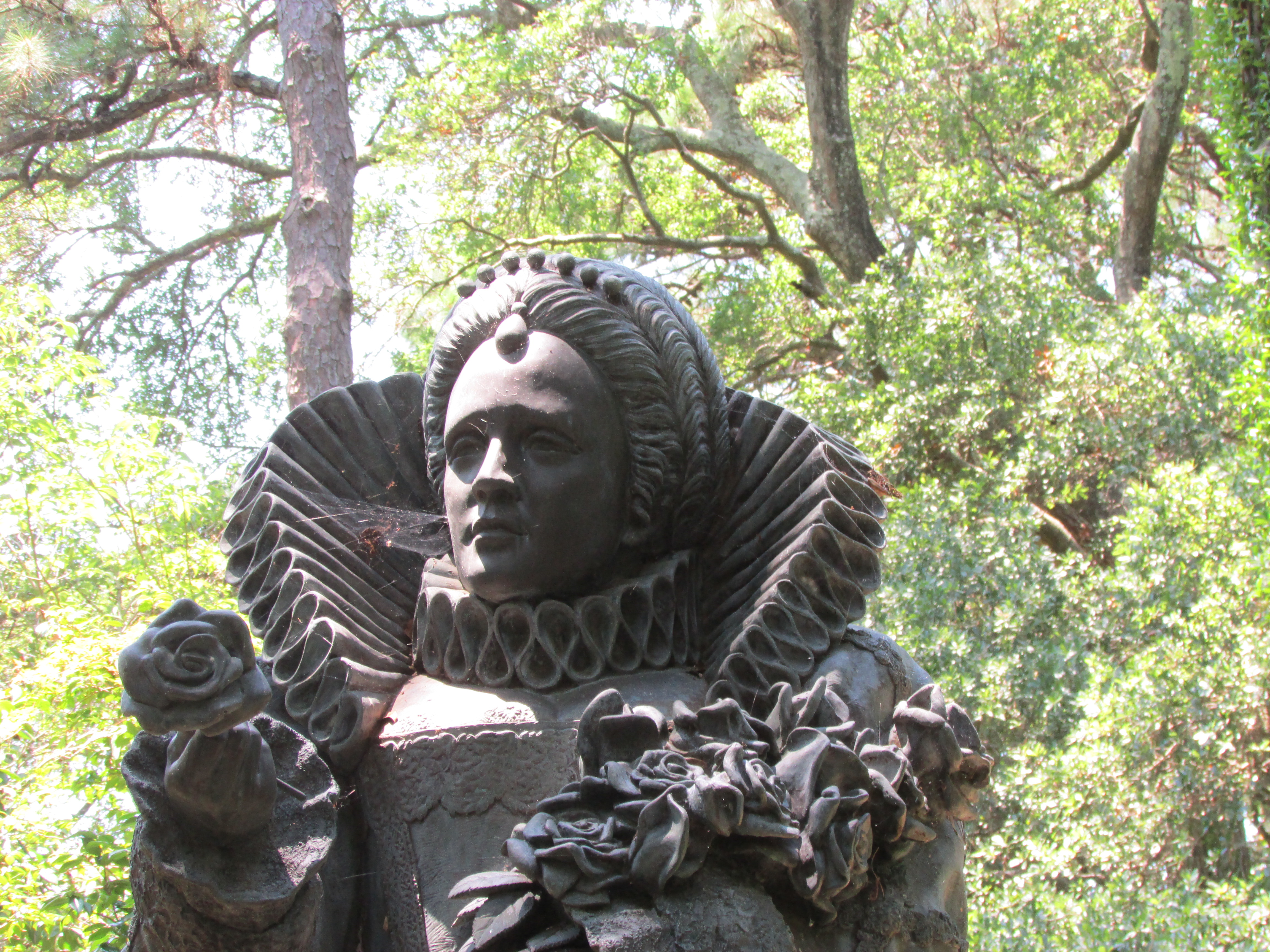
Detailansicht des Kopfes der Elisabeth-I.-Statue

Die Elisabeth-I.-Statue ist ein 2006 von dem Bildhauer Jon D. Hair geschaffenes Denkmal, das Elisabeth I. (1533–1603), die Königin von England darstellt und sich in den Elizabethan Gardens in Manteo auf Roanoke Island (North Carolina) in den USA befindet.

## Geschichte
Im Gedenken an Walter Raleigh, der die erste englische Kolonie in der Geschichte Nordamerikas während der Regentschaft von Elisabeth I. auf Roanoke Island gründete, beschloss das Board of Directors der Elizabethan Gardens in Manteo eine Statue der Monarchin in Auftrag zu geben. Mit der Ausführung wurde der Bildhauer Jon D. Hair beauftragt.  Am 13. Mai 2006 wurde die Elisabeth-I.-Statue in den Elizabethan Gardens enthüllt.

## Beschreibung
Die knapp drei Meter hohe Statue von Elisabeth I. wurde aus Bronze gefertigt. Die Königin ist in einer frühen Phase ihrer Regentschaft dargestellt. Sie ist reich dekoriert gekleidet. Der Rock ist mit vielen Verzierungen versehen und weit kegelförmig ausgestellt, was auf die Verwendung eines zu jener Zeit üblichen Reifrocks schließen lässt. Das Oberteil ist mit einer Halskrause und einem Stuartkragen ausgestattet. Als Kopfschmuck dient ein mit Perlen besetztes Band. In der rechten Hand hält die Königin eine einzelne Rose, in der linken einen Blumenstrauß aus Rosen.
Das Standbild steht auf einem runden, aus Backsteinen gemauerten Sockel. Auf der Vorderseite des Sockels befindet sich eine Platte, die die Inschrift „HRM Queen Elizabeth I / Dedicated to Carol G. Belk / Gift of Irwin Belk / Sculptor Jon D. Hair / Supported by the /  Percy W. & Elizabeth G. Meekins / Charitable Trust / May 13 2006“ enthält.